# Jim Hewitt
Pour les articles homonymes, voir James Hewitt et Hewitt.
James J. Hewitt (né le 28 janvier 1933) est un homme politique canadien de la Colombie-Britannique. Il est député provincial créditiste de la circonscription britanno-colombienne de Kootenay de 1975 à sa démission en 1988.
Il est ministre dans les cabinets des premiers ministres Bill Bennett et Bill Vander Zalm aux poste de ministre de l'Agriculture et de l'Alimentation d'octobre 1976 à décembre 1978 et de juin 1979 à août 1982, ministre de l'Énergie, des Mines et des Ressources pétrolière de décembre 1978 à novembre 1979, ministre des Consommateurs et des Affaires corporatives d'août 1982 à février 1986, ministre de l'Éducation de février à août 1986, ainsi que ministre de l'Agriculture et des Pêcheries d'août à novembre 1986.
Après sa retraite de la politique, il milite activement contre le projet gouvernemental de réforme du mode de scrutin lors du référendum de 2009 (en).